# Pseudonemasomatidae
Pseudonemasomatidae é uma família de milípedes pertencente à ordem Julida.
Género:
- Pseudonemasoma Enghoff, 1991